# Lingua persiana
Il persiano (nome nativo: فارسی‎; fārsī [fɑːɾˈsiː]) è una lingua indoeuropea parlata in Iran, in Tagikistan, dove è ufficialmente denominato (forsi-i) tojiki (lingua tagica), in Afghanistan, dove è ufficialmente denominato (fārsī-ye) dari (lingua dari), e in Uzbekistan.

## Distribuzione geografica
Stando a Ethnologue, nel 2022 esistevano 77,4 milioni di parlanti di persiano iraniano; nel 2021, i parlanti erano 74 milioni e 56,3 milioni erano parlanti nativi L1, mentre 17,9 erano parlanti stranieri L2.

### Lingua ufficiale
Gode dello stato di lingua ufficiale in Iran, Tagikistan (come lingua tagica) e Afghanistan (come lingua dari).

### Dialetti e lingue derivate
Solitamente gli idiomi parlati da iraniani, tagichi e afghani di lingua persiana risultano essere mutuamente intelligibili. La lingua dari afghana è stata pesantemente mescolata con lingue come il mongolo. Tuttavia, stando ad una classificazione popolare:
- il dari è il dialetto orientale. Rappresenta una delle due lingue ufficiali dell'Afghanistan (compreso il dialetto hazaragi – parlato dagli Hazara dell'Afghanistan centrale).
- il tagico: anch'esso può essere considerato un dialetto orientale. Diversamente dal persiano e dal dari è scritto utilizzando l'alfabeto cirillico.

Esistono poi varie lingue simili al persiano, utilizzate dai popoli che abitano l'Iran moderno:
- lingua gilaki – parlata nell'Iran settentrionale, soprattutto nella provincia di Gilan.
- lingua taliscia, talysh o talishi – parlata nell'Iran settentrionale e nelle zone meridionali dell'Azerbaigian.
- lingua luri, o lori – parlata principalmente nella regione sud-occidentale del Luristan.
- lingua tat (altrimenti detta tati o eshtehardi) – parlata nelle regioni iraniane dell'Azerbaigian Orientale, di Zanjan e di Qazvin.
- lingua dari – da non confondere con il dari dell'Afghanistan, è parlata dagli zoroastriani dell'Iran residenti nelle due città di Yazd e Kerman. Conta poche migliaia di parlanti.
- lingua dzhidi o giudeo-persiano – un insieme di dialetti parlati nelle varie comunità ebraiche entro i confini dell'antico Impero persiano.

## Storia
Essa rappresenta la fase moderna della lingua dei Persiani, iniziata con la lingua persiana antica e proseguita con le fasi intermedie della lingua partica e della lingua pahlavi (o "lingua persiana media").
Il persiano è la lingua che ha dato origine alla letteratura persiana moderna, ampiamente diffusa sin dal medioevo anche al di fuori dei territori iranici (Turchia degli Ottomani, India dei Moghul, Asia Centrale).
Anche nella lingua italiana esistono vari termini derivati dal persiano, quali paradiso (in persiano: "giardino"), divano, ciabatta, pigiama.

## Classificazione
Il persiano appartiene alla famiglia delle lingue indoeuropee e, all'interno di questa, al ramo sudoccidentale delle lingue iraniche.
Secondo lo standard ISO 639 è codificato come macrolingua con i seguenti membri:
- Lingua dari [codice ISO 639-3 prs] o farsi orientale[6]
- Lingua persiana iraniana [pes] o farsi occidentale[7]

## Grammatica
Per quanto concerne l'ordine delle parole nella frase, appartiene al tipo "Soggetto Oggetto Verbo". Per esempio la frase in italiano "Il libro è qui" è in persiano کتاب اینجا است (ketāb injā-ast), dove کتاب (ketāb) è il libro, اینجا (inja) vuol dire qui, است (ast) è il verbo essere al presente coniugato alla terza persona.
Una particolarità del persiano è che non vi è il genere maschile o femminile. Per esempio, la terza persona او (u) indica sia lui che lei.

### I sostantivi
Il persiano non ha un vero e proprio articolo determinativo come "il" oppure "la" nella lingua italiana. Nella forme di base i sostantivi persiani sono determinati o indeterminati, a seconda del contesto in cui ci troviamo. Per esempio:
- کتاب (ketāb) il/un libro
- خیابان (khiābān) la/una strada
- سیب (sīb) la/una mela

Tuttavia il sostantivo può essere reso indeterminato usando il suffisso ی- (-i) alla fine del sostantivo. Per esempio:
- کتابی (ketābi) un libro
- خیابانی (khiābāni) una strada
- سیبی (sībi) una mela

Da notare che il suffisso indeterminativo viene aggiunto per la maggior parte a sostantivi che sono numerabili; infatti viene raramente aggiunto a sostantivi non numerabili. Per esempio:
- نان (nān) "il pane" non è numerabile: نانی هست (nāni hast) "c'è del pane"
- قلمی (ghalami) "una penna" è numerabile:  یک عدد قلم هست / قلمی هست (yek adad ghalam hast / ghalami hast) "c'è una penna"

In alcuni casi può rendere determinato un sostantivo quando è l'oggetto diretto del verbo. In questo caso, si aggiunge il suffisso را (rā).
- او کتاب را می‌خواند (ū ketāb rā mī khōnad) "lui/lei legge il libro"

Da notare che il suffisso را (rā) non cambia l'accento del sostantivo.

### Pronomi
Il soggetto di un verbo è una persona o una cosa che effettua l'azione indicata dal verbo. I pronomi che servono ad indicare il soggetto in un verbo in persiano sono:
| Persona     | Singolare        | Plurale               |
| ----------- | ---------------- | --------------------- |
| Prima       | من (man) "io"    | ما (mā) "noi"         |
| Seconda     | تو (to) "tu"     | شما (sciomā) "voi"    |
| Terza       | او (u) "egli"    | ایشان (isciān) "loro" |
| Non animati | آن (ān) "quello" | آنها (ānhā) "quelli"  |

La terza persona singolare آن (ān) e plurale آنها (anha) vengono utilizzati per oggetti non animati.

## Sistema di scrittura
Il neopersiano utilizza una versione modificata dell'alfabeto arabo, che si affermò circa un secolo e mezzo dopo la conversione della Persia all'Islam. Prima dell'invasione araba, infatti, il persiano (al tempo si trattava del mediopersiano) veniva scritto con due diversi alfabeti: una versione modificata di quello aramaico e un alfabeto nato in Iran chiamato dîndapirak ("scrittura religiosa").
Benché accomunati dall'utilizzo del medesimo alfabeto, il persiano e l'arabo sono due lingue estremamente diverse, dato che appartengono a due famiglie distinte - la prima a quella indoeuropea, la seconda a quella afroasiatica - e possiedono una fonologia e una grammatica del tutto differenti.
L'alfabeto arabo utilizzato in Iran presenta quattro lettere in più rispetto a quello in uso nei paesi arabi e altre due lettere la cui grafia è stata modificata. Ciò è dovuto al fatto che nel persiano vi sono alcuni fonemi che non si ritrovano nell'arabo. Alcuni chiamano tale alfabeto "perso-arabo". Le quattro lettere addizionali sono:
| Suono     | Forma | Nome |
| [p] (p)   | پ     | pe   |
| [t͡ʃ] (ch) | چ     | che  |
| [ʒ] (zh)  | ژ     | zhe  |
| [ɡ] (g)   | گ     | gāf  |

Le due lettere che presentano una grafia diversa sono:
| Suono                                  | Lettera originaria araba | Lettera persiana modificata | Nome |
| [k]                                    | ك                        | ک                           | kāf  |
| [j] (y) e [iː] (ī); raramente [aː] (ā) | ي o ى                    | ی                           | ye   |

Essendo la fonetica del persiano completamente diversa da quella dell'arabo, molte lettere dell'alfabeto arabo che in arabo rappresentano diversi fonemi, in persiano vengono pronunciate allo stesso modo.
Il persiano ha quindi quattro lettere per il fonema z (ز ذ ظ ض), tre per la s (س ص ث), due per la t (ت ط), due per la h (ه ح), due per ɣ e ɢ (غ ق), due per indicare il colpo di glottide, simile a uno iato in italiano (ء ع).
Il persiano ha sei vocali (senza distinzioni di lunghezza, come in italiano), mentre l'alfabeto arabo ne prevede tre, distinte in lunghe e brevi: in arabo, solo le lunghe vengono normalmente scritte, mentre le brevi possono essere scritte come diacritici ("ḥarakāt", lett. "mozioni") sulla consonante a cui seguono.
Di conseguenza, la metà delle vocali persiane viene effettivamente scritta, in quanto rappresentata da vocali lunghe, mentre l'altra metà viene sottintesa.
| Vocale   | In inizio di parola | In arabo | In persiano                                 |
| -------- | ------------------- | -------- | ------------------------------------------- |
| Alef, ا  | آ                   | a lunga  | [ɑ], come la a profonda dell'inglese father |
| Vāv, و   | او                  | u lunga  | u, come in italiano                         |
| Ye, ی    | ای                  | i lunga  | i, come in italiano                         |
| fatha, ـَ | اَ                   | a breve  | [a], come in italiano                       |
| kasra, ـِ | اِ                   | i breve  | e, come in italiano                         |
| damma, ـُ | اُ                   | u breve  | o, come in italiano                         |

In ogni caso, non ci sono vocali pronunciate brevemente o lungamente in persiano, anche se l'uso degli accenti arabi può generare confusione quando la a, la o e la e vengono definite "vocali brevi" in senso lato.
Va osservato che storicamente il persiano aveva una distinzione tra vocali brevi e lunghe, che però è andata persa nel persiano moderno.
Si potrebbe anche osservare che molte parole persiane con radicale araba sono pronunciate diversamente dalla parola araba originale. La alef con hamza sottostante ( إ ) muta sempre in una semplice alef ( ا ); la teh marbuta ( ة ) di norma, ma non sempre, si trasforma in una teh (l'araba tāʾ tawīla ) ( ت ) o heh ( ه ) (araba hāʾ hafīfa ); mentre le parole che presentano un certo tipo di hamza in una parola derivante dall'arabo sono pronunciate diversamente, senza impiegare il "colpo di glottide" altrimenti necessario per la corretta pronuncia della hamza araba (cosicché مسؤول diventa مسئول).
Altre lingue come il pashtu o l'urdu hanno acquisito tali nozioni e hanno talora aggiunto ulteriori lettere al loro alfabeto e ulteriori tipi di puntuazioni diacritiche.
Ci sono molte parole straniere in persiano, provenienti dall'arabo, dal turco e, in misura minore, dal francese e dall'inglese.
Nello standard Unicode, il persiano utilizza uno pseudo-spazio da aggiungere alla scritta araba, chiamato Zero Width Non-Joiner (ZWNJ), ossia "larghezza zero non connettiva". Esso funziona come uno spazio per separare due lettere adiacenti altrimenti da unire, ma non ha una larghezza visivamente percettibile, e non è considerato un separatore di parola dai programmi che segmentano il testo.
Pinglish è il nome dato alla lingua dei testi elettronici scritti in persiano con alfabeto latino, a cui si ricorre nelle e-mail, nei forum e nelle chat. Non esiste uno standard ufficiale per trascrivere il persiano in alfabeto latino, e la questione può essere considerata politicamente controversa in Iran in quanto l'alfabeto arabo è considerato parte del bagaglio culturale islamico.
Il pinglish è considerato, indipendentemente dalle opinioni politiche, uno stile di scrittura molto informale, inappropriato per corrispondenze ufficiali.